# Anaceros anodonta
Anaceros anodonta is een hooiwagen uit de familie Biantidae. De wetenschappelijke naam van Anaceros anodonta gaat terug op Lawrence.